# 三井為友
三井 為友（みつい ためとも、1911年12月12日 - 1998年9月13日）は、日本の教育学者。東京都立大学名誉教授。

## 略歴
旧名・松井大造。長野県諏訪郡富士見町出身。旧制諏訪中学校卒、第一高等学校卒、在学中左翼活動で検挙される。京都帝国大学文学部哲学科から東大に転じ、1937年東京帝国大学文学部教育学科卒。1940年同大学院教育学修士課程修了。
脚気のため帰郷、諏訪高等女学校（現長野県諏訪二葉高等学校）で教えた際千野敏子を教えた。1943年から東大学生主事補を務め、1944年東京第二師範学校教授に就任するが、同年5月応召、北満洲からボルネオ島に転戦し敗戦を迎える。捕虜生活ののち1946年7月帰国。学制改革で東京学芸大学助教授、1950年東京都立大学助教授、教授を務め、1975年定年退官、名誉教授、同年創価大学教授。
1948年に関東教育学会設立に参画し理事、1953年教育史学会設立に参画し常任理事。勲三等旭日中綬章受勲。

## 著書
- 『話しあいの理論と実践』医歯薬出版 1959 増補改訂版 生活科学調査会 1965
- 『婦人グループ活動入門』 (国土新書)国土社 1963
- 『現代社会教育の理論』明治図書出版 1963
- 『南海虜囚の詩』檸檬社 1981
- 『若き日の想い 三井為友詩集』 (日本現代新鋭詩人叢書) 芸風書院 1984

### 共編著
- 『ともに学ぶ婦人のために』編. 国土社 1957
- 『政治をみる目』 (話しあいテキスト)編著 医歯薬出版 1958
- 『季節の学校経営 小・中学校編』池田親共著 新光閣書店 1959
- 『青年教師実践シリーズ』第1-4 編 誠信書房 1960-1961
- 『講座・日本の社会教育 第4 婦人教育』三井為友 等編　医歯薬出版 1960
- 『騒がしい教室の教育学』山崎俊男共著 新光閣書店 1965
- 『一年生の教育学 たしかな指導のために』山崎俊男共著 新光閣書店 1967
- 『家庭学習指導事典』間瀬正次,森久保仙太郎共編 第一法規出版 1970
- 『葦折れぬ 千野敏子真実ノート』 (若い人の図書館) 編 童心社 1973
- 『日本婦人問題資料集成 第4巻 教育』編集・解説 ドメス出版 1977
- 『学びあいの創造 生涯学習の教育方法』編著 東洋館出版社 1992